# Diòcesi immediatament subjecta a la Santa Seu
A l'Església Catòlica s'anomena diòcesi immediatament subjecta una diòcesi que depèn directament de la Santa Seu i que no està subjecta a l'autoritat d'un arquebisbe metropolità. Una locució equivalent, tot i que actualment en desús, és diòcesi exempta (de la jurisdicció metropolitana).

## La regla tradicional
La regla normal és que les diòcesis estiguin assignades a les diverses províncies eclesiàstiques, al capdavant de les quals hi ha un arquebisbe metropolità i són anomenades "diòcesis sufragànies. Pot passar que, per motius especialment històrics o per greus qüestions immediates, una diòcesi, o més excepcionalment una arxidiòcesi, no estigui compresa dins d'una província eclesiàstica, sinó que depengui directament de la Santa Seu.
Amb la institució de les regions eclesiàstiques, les diòcesis immediatament subjectes també formen part d'aquestes institucions, reduint així la diferència entre les diòcesis sufragànies i les immediatament subjectes
El cas més difús és per les diòcesis del Laci, tradicionalment no considerades sufragànies de la de Roma (sempre considerada simplement com a diòcesi i no com a arxidiòcesi), però subjectes directament a la Seu Apostòlica (són anomenades "de nombre"), i que inclou, almenys en part, les 100 milles de Roma, l'antiga jurisdicció del districte del Praefectus Urbis (el prefecte de la Roma Imperial), paper conservat fins al 15 d'agost de 1972 pel cardenal vicari de Roma. El bisbes d'aquestes diòcesis han de participar en els consistoris del Pontífex Romà i tenen el privilegi d'incloure al seu escut episcopal les quatre borles, igual que els arquebisbes. El 1972 s'abolí el terme "de número", i es deixà als bisbes la facultat de participar en els consistoris i de posar les quatre borles als escuts.
El mateix s'aplica per la situació de les abadies territorials o per les diòcesis d'altres ritus, sostretes de les províncies "llatines" on operen.
Un cas a part és la situació de Suïssa, on la situació es cristal·litzà al segle xix, sent de solució complexa.
Finalment, hi ha casos d'origen històric com els de Lucca i Gaeta.

## La reforma conciliar
El decret Christus Dominus del Concili Vaticà II establí el principi que totes les diòcesis havien de formar part d'una província eclesiàstica. Així, s'establí la norma que les diòcesis immediatament subjectes a la Santa Seu haurien de formar part de la província més propera a la de l'arquebisbe metropolità.